# 張献功
張 献功（ちょう けんこう、生年不詳 - 1638年（尚豊18年））は、琉球王国に帰化した朝鮮人陶工。別名、一六。和名は仲地 麗伸。1616年、他の2人とともに琉球に招かれて本格的な陶芸技法を伝え、那覇の湧田村に住み製作に励んだ。

## 渡琉の事情
豊臣秀吉が1592年（文禄元年）と1597年（慶長2年）の二度にわたり実施した朝鮮出兵（文禄・慶長の役）で、従軍した多くの西南諸大名が朝鮮人の陶芸技術者を日本へ連行して帰ったが、島津氏も1598年、全羅北道南原から多くの陶工を連行した。その中で琉球に派遣されたのは、安と張の二姓であった。張献功の子孫が伝えた家譜史料『新参張姓家譜』によると、1616年（万暦44年）、佐敷王子（後の尚豊王）が薩摩滞在中に島津家久へ依頼して朝鮮人陶工の一六・一官・三官を伴って琉球に帰国したとされる。

## 瓦屋節との関連
琉球古典音楽の楽曲「瓦屋節」は、夫婦の仲を無理やり裂かれて朝鮮陶工の許へ嫁がされた人妻の悲恋の物語であり、朝鮮人陶工のモデルの一人が張献功とされることがある。しかし、倉成多郎はその関連性を否定している。

## 墓所
那覇市内に墓が現存する。